# Gilles de Rais

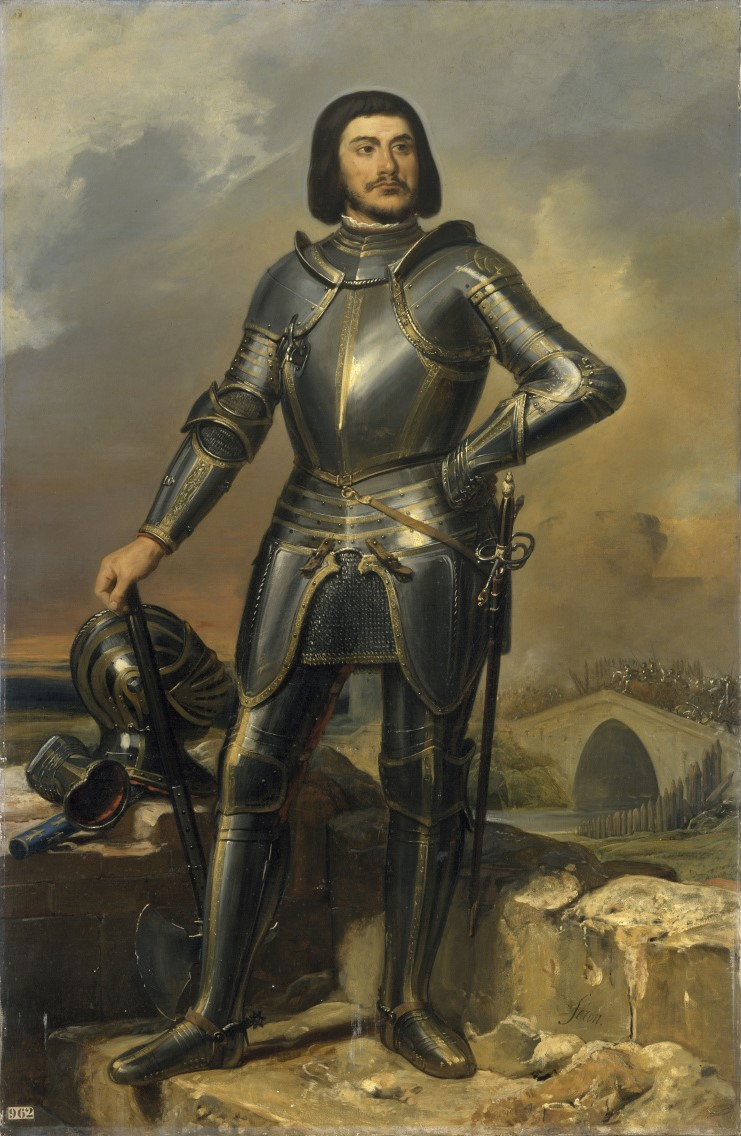
Künstlerische Darstellung des Gilles de Rais von Éloi Firmin Féron aus dem Jahr 1835. Authentische zeitgenössische Darstellungen sind nicht bekannt.

Graf Gilles de Montmorency-Laval, Baron de Rais (* 1405 (?) auf Schloss Champtocé bei Angers; † 26. Oktober 1440 in Nantes) war ein französischer Heerführer, Marschall von Frankreich, Alchemist und Serienmörder. Er stammte aus der Linie Laval der berühmten französischen Familie der Montmorency. Der gefeierte Held des Hundertjährigen Krieges und Kampfgefährte Jeanne d’Arcs gilt wegen der hohen Zahl seiner vermutlichen Opfer als einer der größten Serienmörder der Geschichte.

## Leben

### Herkunft
Gilles de Rais war der ältere Sohn des Grafen Guy de Montmorency-Laval und der Marie de Craon, einer Tochter Jeans I. de Craon und seiner Gemahlin Maria de Châtillon. Seine Eltern starben jung und kurz nacheinander im Laufe des Jahres 1415. Guy de Laval befürchtete, dass seine beiden Söhne Gilles und René unter die Vormundschaft des Großvaters mütterlicherseits, geraten könnten, dessen Immoralität er fürchtete, und setzte Jean II Tournemine de la Hunaudaye als Vormund der beiden Jungen ein. Nachdem Jean de Craon aber seinen eigenen Sohn Amaury in der Schlacht von Azincourt im Oktober 1415 verloren hatte, setzte er sich über das Testament hinweg und übernahm die Vormundschaft über seine einzig verbliebenen Erben, Gilles und Renè.
Nachdem die Pläne zur Heirat mit einer normannischen Adligen gescheitert waren, ehelichte Gilles am 30. November 1420 in Chalonnes-sur-Loire seine Cousine Cathérine de Thouars († 1462), Tochter des Grafen Miles II. de Thouars Seigneur de Pouzauges, de Tiffauges, de Chabanais et de Confolens und der Beatrix de Montéjean. Sie war ein sehr entfernter Nachkomme des Bruders von Guy de Thouars, Regent of Britanny, und der Constance de Richemont, Duchesse de Bretagne. Aus der Ehe ging eine Tochter hervor.
Gilles’ größtes Besitztum war die südlich der Loire im Grenzgebiet zur Bretagne gelegene Baronie Retz, die im 16. Jahrhundert zum Herzogtum und zur Pairie erhoben wurde. Gilles wurde Parteigänger der Montforts und unterstützte Johann VI., Herzog der Bretagne, gegen das rivalisierende Haus Penthièvre. Er war an der Auslösung Herzog Johanns aus der Gefangenschaft des Olivier de Blois, Graf von Penthièvre, beteiligt und wurde dafür mit ausgedehnten Ländereien belohnt, die dann vom bretonischen Parlament in Geldzahlungen umgewandelt wurden.

### Militärische Erfolge
1426 stellte Gilles de Rais sieben Kompanien bewaffneter Männer auf und nahm unter Artur de Richemont, dem neu ernannten Connétable, am Krieg gegen die Engländer teil. Nachdem er sich mehrfach ausgezeichnet hatte, wurde er ausgewählt, Jeanne d’Arc nach Orléans zu begleiten. Er blieb auch in der Folge ihr Schutzbeauftragter und kämpfte zunächst in Orléans an ihrer Seite, dann auch bei Jargeau und bei Patay. Er befürwortete weitere militärische Unternehmungen gegen die Engländer vor der Königskrönung des Dauphins. Nachdem der Dauphin am 17. Juli 1429 in Reims als Karl VII. zum König gesalbt worden war, ernannte dieser Gilles noch am selben Tag zum Marschall von Frankreich. Nach der Erstürmung von Paris gewährte ihm der König das Privileg, sein Wappen mit dem Wappenzeichen Frankreichs, der Fleur-de-Lis, zu säumen. Dieses Recht wurde jedoch niemals bestätigt.
Den Winter verbrachte Gilles de Rais in Louviers (heute Département Eure) in der Normandie. Ob er dort die Absicht hegte, die in Rouen gefangengesetzte Jeanne d’Arc zu befreien, ist nicht sicher belegt. Nach Jeannes Tod auf dem Scheiterhaufen in Rouen im Jahre 1431 zog sich Gilles auf seine Güter bei Nantes zurück.

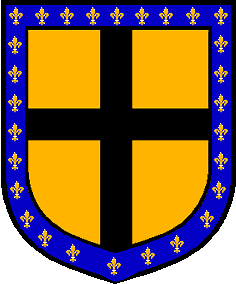
Wappen von Gilles de Rais

Obwohl Gilles de Rais damals einer der reichsten Männer Frankreichs war, schwand sein Vermögen im Laufe der Zeit immer mehr dahin. Er hatte im Dienst des Königs enorme Summen aufgewendet und unterhielt einen höfischen Kreis von Rittern, Knappen, Herolden und Priestern, der mehr der Hofhaltung eines Königs als der eines Barons entsprach. Er führte ein offenes Haus und zeigte sich als freigiebiger Förderer der Künste, der Literatur und der Musik. Seine Bibliothek enthielt viele wertvolle Werke. Er selbst war ein geschickter Illustrator und Buchbinder und besaß eine große Leidenschaft für das Theater. Er veranstaltete viele große Theateraufführungen, bei denen er selbst als Schauspieler auftrat. Es wird sogar behauptet, dass die Passionsfestspiele 1420 in Angers von ihm selbst zur Feier seiner Hochzeit veranstaltet worden seien. Die erste Ausgabe des Schauspiels Le mystère du Siège d’Orleans („Das Geheimnis der Belagerung von Orleans“) entstand wahrscheinlich unter seiner Anleitung und enthält viele Details, die von einer engen Beziehung des Verfassers zur Jungfrau zeugen.
Wegen seiner finanziellen Schwierigkeiten begann Gilles, Land zu veräußern und seine Güter unter Wert zu verkaufen. Diese Vorgehensweise gab seinen Erben noch auf Jahre hinaus ausreichend Anlass für Rechtsstreitigkeiten. Zu den Nutznießern dieses Ausverkaufs gehörten auch der Herzog der Bretagne und sein Kanzler Jean de Malestroit, Bischof von Nantes. Schließlich wandten sich Gilles’ Verwandte 1436 an Karl VII., der weitere Verkäufe untersagte. Herzog Johann VI. widersetzte sich diesem Erlass und sprach dem König das Recht ab, Dekrete dieser Art für die Bretagne zu erlassen. Im Gegenzug ernannte er Gilles de Rais zum Statthalter der Bretagne und bestätigte ihn als seinen Waffenbruder.

### Okkulte Praktiken und Mordserie
Gilles de Rais hoffte nun darauf, seinen Reichtum mit Hilfe der Alchemie zurückzugewinnen. Er gab enorme Summen für Geisterbeschwörer aus, die den Teufel für seine Ziele einspannen sollten. Auf der anderen Seite versuchte er, das Böse durch großzügige Wohltätigkeit und prachtvolle Gottesdienste abzuwenden. Die Praktiken, derer er sich schuldig machte, scheinen den gleich- oder höhergestellten Adligen seiner Umgebung nicht aufgefallen zu sein, obwohl er viele Komplizen hatte und bei der Landbevölkerung schon lange in Verdacht stand. Seine Gemahlin, die möglicherweise mit seinen Untaten vertraut war, verließ ihn 1434/1435, und als sein Bruder René de Suze Schloss Champtocé, wo die ersten Morde verübt wurden, eroberte, fand man dort noch alle Spuren seiner Verbrechen vor. Aber „Familienrücksichten“ erzwangen zweifellos Stillschweigen.
Seine Diener entführten Kinder, vor allem Jungen, die er in seinen Schlössern Champtocé, Machecoul und Tiffauges folterte und dann ermordete. Die Zahl seiner Opfer wird in den kirchlichen Untersuchungsprotokollen mit 140 angegeben, jedoch wird berichtet, dass es noch weit mehr waren. Seine erstaunliche Unantastbarkeit fand 1440 ein Ende, als er wegen einer Gewalttat, verbunden mit einem Sakrileg und einer Verletzung der Immunität des Klerus, mit der Kirche in Konflikt geriet. Er hatte Saint Étienne de Malemort an Geffroi le Ferron, den Schatzmeister des Herzogs Johann VI., verkauft. Aufgrund einer Meinungsverschiedenheit hinsichtlich der Übergabe des Eigentums an Geffrois Bruder, den Priester Jean le Ferron, wurde dieser, während er die Pfingstmesse las, auf Betreiben Gilles de Rais in der Kirche überfallen und gefangen genommen.
Gilles de Rais widersetzte sich weiterhin dem Herzog, versöhnte sich aber in Richemont wieder mit ihm. Trotzdem wurde er im Herbst verhaftet und aufgrund verschiedener Anklagepunkte, darunter hauptsächlich Häresie und Mord, vor das Gericht des Bischofs Jean II. de Châteaugiron von Nantes geladen. Da das kirchliche Gericht für die Mordanklage nicht zuständig war, weigerte sich Gilles de Rais am 8. Oktober, dessen Urteilsspruch zu akzeptieren. Unter Androhung der Exkommunikation bestätigte er dann aber die Aussagen der Zeugen und sicherte sich durch ein Geständnis die Absolution.
Er wurde durch den Inquisitor des Abfalls vom Glauben und der Häresie und durch den Bischof der Untugend und des Frevels schuldig gesprochen. Am 21. Oktober rang man ihm durch Androhung der peinlichen Befragung ein detailliertes Geständnis ab. Gleichzeitig hielt der Präsident des bretonischen Parlaments Pierre de l’Hôpital einen weltlichen Prozess ab, auf dessen Schuldspruch hin Gilles de Rais am 26. Oktober 1440 mit zweien seiner Komplizen gehängt wurde und nicht, wie es oft heißt, auf dem Scheiterhaufen lebendig verbrannt.
In Anbetracht seiner eigenen wiederholten Geständnisse scheint an seiner Schuld kein vernünftiger Zweifel möglich. Aber die zahlreichen Prozessunregelmäßigkeiten und die Tatsache, dass der Nekromant Francesco Prelati und andere Mittäter ungestraft davonkamen, dazu noch das finanzielle Interesse Herzog Johanns VI. an seinem Ruin, ließen stets Zweifel an der korrekten Durchführung des Prozesses bestehen, der neben dem der Jeanne d’Arc einer der berühmtesten und meistbeachteten Prozesse im Frankreich des 15. Jahrhunderts war.
Die Prozessakten befinden sich noch heute in der Nationalbibliothek in Paris und in Nantes.
An der Kirche von Saint-Étienne-de-Mer-Morte befindet sich eine Gedenktafel mit der Aufschrift:

« Gilles de Raiz, Maréchal de France, pénétra en cette Église le jour de la Pentecôte 1440, en armes, à la tête de ses routiers pendant la grand-messe. Il s’emparait de Jean Le Ferron, clerc tonsuré, qu’il enfermait en sa forteresse toute proche. Jean de Malestroit, Évèque de Nantes, le citait à comparaître devant son official par mandement du 15 septembre. Jean V, Duc de Bretagne, faisait arrêter Gilles dès le lendemain. Il avouait ses crimes. Jugé, condamné, il fut mis au gibet en Prairie de Biesse à Nantes le 26 octobre 1440. »

„Gilles de Raiz, Marschall von Frankreich, drang am Pfingsttage 1440 während des Hochamtes in Waffen an der Spitze seiner Gefährten in diese Kirche ein. Er brachte Jean Le Ferron, einen Geistlichen, in seine Gewalt und kerkerte ihn in seiner nahegelegenen Festung ein. Jean de Malestroit, Bischof von Nantes, lud ihn per Befehl vom 15. September vor. Johann V., Herzog der Bretagne, ließ Gilles bereits am folgenden Tage gefangen nehmen. Er gestand seine Verbrechen. Nachdem er gerichtet und verurteilt ward, kam er am 26. Oktober 1440 auf der Biessewiese bei Nantes an den Galgen.“

## Rehabilitationsversuche
Schon Charles VII. hatte Zweifel an der Schuld des Verurteilten, ebenso Voltaire. 1921 unternahm Ludovico Hernandez (ein kollektives Pseudonym von Fernand Fleuret und Louis Perceau) den Versuch einer Rehabilitation. Später hob Georges Bataille die Tatsache hervor, dass man erst Maßnahmen gegen Gilles de Rais unternahm, nachdem er einen Priester gefangen genommen hatte. 1992 kam eine aus Richtern, Historikern, Schriftstellern und Politikern bestehende „Jury“, unter dem Vorsitz von Henri Juramy zu dem Schluss, dass viele Faktoren für die Unschuld von de Raiz sprächen, der sein Geständnis wohl wegen der Androhung der Exkommunikation abgelegt habe. Auf seinem Schloss in Tiffauges seien nie Kinderleichen gefunden worden. Der Prozess sei von rivalisierenden Grundherren angestrengt worden, die es auf seine Ländereien abgesehen hätten.

## Rezeption
Gilles de Rais gilt als Ausgangspunkt der Sage vom Blaubart, obwohl die Übereinstimmung der beiden Geschichten eher vage ist.
In seinem Roman Là-bas (dt. Tief unten) lässt der Autor Joris-Karl Huysmans die Geschichte des Gilles de Rais von der Hauptfigur des Romans recherchieren und nacherzählen.
Georges Bataille beschreibt in seinem Werk über Gilles de Rais die Massenmorde anhand der Protokolle des weltlichen und kirchlichen Prozesses.
Die britische Extreme-Metal-Band Cradle of Filth veröffentlichte 2008 das Konzeptalbum Godspeed on the Devil’s Thunder, welches Gilles de Rais zum übergreifenden Thema hat.
Die Schweizer Avantgarde-Death-Metal-Band Celtic Frost thematisieren in ihrem Song Into the Crypts of Rays die Taten von de Rais.
Philippe Boesmans komponierte 1983 seine erste Oper La passion de Gilles für das Brüsseler Théatre Royal de la Monnaie.
Kristine Tornquist und François-Pierre Descamps schrieben 2018 im Auftrag des Sirene Operntheaters eine Kammeroper über die Geschichte von Jeanne d’Arc und Gilles de Rais mit dem Titel Jeanne und Gilles.
Gilles de Rais taucht auch in der Comicserie Jhen als prominente Nebenfigur auf. Er ist der Gönner und Freund des Baumeisters Jhen, der dessen Geheimnisse kennt, ihn aber dennoch beim Kampf gegen seine dunkle Seite unterstützt.